# Paus Adrianus V
Adrianus V, geboren als Ottobuono Fieschi dei Conti di Lavagna (Genua, 1220 - Viterbo, 18 augustus 1276) was paus van 11 juli tot 18 augustus 1276.
Onder invloed van Karel van Anjou werd hij tot paus gekozen. Hierbij zou hij Innocentius V opvolgen, maar Adrianus V stierf in Viterbo op 18 augustus 1276, nog voor hij tot priester en bisschop werd gewijd, laat staan tot paus gekroond werd. Hij ligt daar begraven in de kerk van St. Francesco. Omdat Adrianus V feitelijk nooit tot bisschop gewijd is, is hij nooit echt tot bisschop van Rome geworden, maar hij wordt in de traditie van de pauselijke successie toch meegeteld.
Adrianus V was een neef van paus Innocentius IV. Hij was pauselijk legaat in Engeland (1265-1268).

Het wapen van Adrianus V